# George Forsyth
George Patrick Forsyth Sommer (Caracas, 20 de junio de 1982) es un exfutbolista, empresario y político peruano. Fue elegido alcalde del distrito de La Victoria en las elecciones municipales de 2018 y ejerció el cargo desde el 1 de enero de 2019 hasta el 12 de octubre de 2020, fecha en la que renunció al cargo para poder postular a las elecciones presidenciales de 2021. Anteriormente, fue primer regidor del distrito de La Victoria y llegó a ser alcalde interino del mismo por la licencia del entonces burgomaestre, Alberto Sánchez Aizcorbe.

## Biografía
Nació el 20 de junio de 1982 en Caracas, Venezuela, mientras su padre prestaba funciones para el Gobierno peruano en su embajada de la capital venezolana. Es hijo del diplomático peruano Harold Forsyth y la exmiss Chile 1976, Verónica Sommer Mayer, su familia chilena es de ascendencia alemana. Fue inscrito como peruano en Venezuela siendo menor de edad, durante la misión diplomática de su padre.
Luego de que su familia regresara al Perú, estudió en el Colegio Alexander von Humboldt de Lima. En 2005 inició estudios de Ingeniería Industrial en la Universidad de San Martín de Porres, los cuales no concluyó. Asimismo, estudió Administración de Empresas en la Universidad Peruana de Ciencias Aplicadas Carrera que concluyó en el 2021. 
Es fundador de las empresas: 300 (seguridad), G&F (moda y prendas de vestir), VO2 (alto rendimiento físico), entre otras.

## Denuncia
Durante su candidatura a la alcaldía en 2018, Forsyth se casó con la actriz peruana Vanessa Terkes el 25 de agosto de 2018. Semanas después de asumir el cargo en enero de 2019, Forsyth anunció que Terkes se iría a México debido a presuntas amenazas de muerte contra su pareja, lo que generó rumores de una separación. La pareja estuvo casada durante ocho meses hasta que iniciaron los trámites de divorcio en mayo de 2019.
Días después, Terkes presentó cargos de violencia doméstica contra Forsyth al Ministerio Público de Perú el 31 de mayo de 2019. Su abogada afirmó que tuvo abuso psicológico por parte de Forsyth durante su matrimonio. Forsyth negó las acusaciones, diciendo que su Gobierno municipal estaba «construyendo un lugar para mujeres, niñas que han sido violadas» y afirmando que «respeto mucho a todas las mujeres».
La denuncia fue archivada en primera instancia por el Poder Judicial en agosto de 2019. El divorcio se oficializó en agosto de 2021.

## Carrera deportiva
Durante su niñez, jugó en el FC Lannesdorf 07 de Alemania. Luego, en el 2001, se unió a Alianza Lima, equipo donde empezaría su carrera profesional. En ese año, formó parte del plantel que obtuvo el título nacional en el centenario de la institución sumado a la clasificación a la Copa Libertadores 2002. En el 2002 fue el tercer arquero de Borussia Dortmund II. Aquí jugó en la Regionalliga Nord, compartió el puesto con Michael Ratajczak y fue dirigido por Horst Köppel. Regresó al Perú y formó parte del plantel de Alianza Lima; con el cual consiguió los títulos nacionales de 2003 y 2004.
Tras un breve paso por Sport Boys del Callao en 2005, regresó a Alianza para obtener el Campeonato Descentralizado 2006. Fue su cuarto título nacional, pero el primero como titular indiscutible, siendo considerado el mejor jugador de la temporada.
El 20 de febrero de 2007, debutó en la Copa Libertadores contra el Club Necaxa con derrota de su equipo 2-1, disputando cuarenta y tres minutos. En total en la Copa Libertadores 2007 disputó tres partidos, recibiendo seis goles, jugando doscientos veintitrés minutos, quedando últimos sin poder clasificar. En agosto del 2007, se incorpora al Atalanta del calcio italiano. Debutó con el Atalanta el 29 de agosto de 2007 en la Copa de Italia contra el Ascoli, con resultado de 1-2 a favor del Ascoli. Disputó ciento veintisiete minutos.
El 25 de julio de 2008, George Forsyth se unió a Alianza Lima en agosto como portero de ese equipo. En el torneo Clausura 2008, disputó cinco partidos (todos de titular), recibiendo nueve goles, dejando su portería a cero en un partido y jugando cuatrocientos trece minutos.
En la Copa Libertadores 2010, le tocó a su equipo estar en el grupo 3 con Estudiantes, Juan Aurich y el Bolívar. En los partidos de ida, George no es convocado ni como suplente para los tres partidos. A pesar de que su equipo salió invicto al ganar los tres encuentros. En el primer partido de vuelta, ante el equipo de Juan Aurich, tampoco es convocado. En ese partido su club tuvo su primera derrota, pero ante Bolívar es convocado como suplente de Salomón Libman, ahí el cuadro peruano ganó 1-0. En el partido final ante Estudiantes, Forsyth es convocado como titular en ese partido, ese fue uno de sus grandes partidos en la Copa Libertadores. Pero en el final, una falta de Walter Vilchez (más su expulsión), le hace cobrar al cuadro argentino un tiro libre. Pero en el centro, una mano de un defensor de su equipo, le hace cobrar un penal a los Pincharratas. Juan Sebastián Verón es el que patea, Forsyth lo tapa, pero la pelota rebota cosa que aprovecha la Brujita para darle el triunfo a su equipo. En octavos de final, a Alianza Lima le toca jugar con la U de Chile. George es convocado para jugar el partido de ida y vuelta. En el primer partido, hecho en Lima, su equipo perdió 0-1 con los Azules por un error defensivo. En Santiago, donde se definiría quien pasaría a cuartos a jugar con el Flamengo, su equipo es eliminado con polémica en el final con un gol de Felipe Seymour que le dio el empate al cuadro chileno para pasar a la siguiente fase (2-2).
Luego de la eliminación en la Copa Libertadores, Forsyth se lesiona, dejando las canchas y el arco en manos de Salomón Libman. En septiembre tenía planeado volver, pero una fuerte gripe le hace desvanecer su chance de volver al arco blanquiazul. Finalmente George fue convocado para el último partido del Campeonato Descentralizado 2010 ante San Martín que acabó 1-1. Luego de un 2010 lleno de lesiones, más la dura eliminación ante Universidad de Chile, George esperaba que 2011 fuera su año y volviese como titular. Sin embargo, el 2011 no comenzó bien, para empezar, Alianza Lima sería eliminado en la repesca hacía de la fase de grupos de la Copa Libertadores 2011 ante Jaguares con el marcador de 2-0 en Lima y también en Chiapas. Finalmente, viendo que eran pocas sus opciones de volver al arco aliancista, el 3 de marzo George anuncia su partida de Alianza Lima. Pero que volvería al club para ser el presidente.
El 31 de julio de 2011, con la partida de Gustavo Costas a Arabia Saudita y la llegada Miguel Ángel Arrué al club íntimo, George es convocado como titular para el partido ante Unión Comercio que culminó 0-0.
En la temporada 2013, volvió de titular al arco de Alianza Lima. No obstante, con el correr de los meses tuvo lesiones que lo hicieron estar ausente en gran parte de la temporada, dejando el pórtico en manos de Manuel Heredia. En la temporada 2014, durante el Torneo del Inca, Forsyth tuvo buenas actuaciones en el arco, permitiendo que Alianza sea el equipo que menos goles recibidos en el torneo. En abril de ese año, se lesionó mientras entrenaba con la selección peruana y no pudo jugar la final del torneo. En donde Alianza se impuso a la Universidad de San Martín por penales y obtuvo la clasificación para la primera fase de la Copa Libertadores 2015.
Finalmente, a finales del 2016, anunció su retiro del fútbol a los treinta y cuatro años para enfocarse mayormente en el mundo de la política.

### Selección nacional
En su etapa como juvenil, fue convocado a la selección peruana sub-20 que disputó el Campeonato Sudamericano de 2001. En el torneo fue titular en dos encuentros —frente a Brasil y Ecuador— y recibió seis goles en contra. Perú finalizó en el cuarto lugar de su grupo y no pudo clasificar a la fase final del certamen.
| Sudamericano Sub-20 | Sede    | Resultado    | PJ | Goles |
| ------------------- | ------- | ------------ | -- | ----- |
| Sudamericano 2001   | Ecuador | Primera fase | 2  | 0 (6) |

Debutó con la selección de mayores en un partido amistoso contra Japón el 24 de marzo de 2007. El encuentro se jugó en el Estadio Internacional en Yokohama y finalizó con derrota peruana por 2-0. Forsyth ingresó empezando el segundo tiempo.
| \| PJ \| Fecha \| Ciudad \| Oponente \| Resultado \| Competición \| \| -- \| ---------- \| --------- \| ---------- \| --------- \| ----------- \| \| 1. \| 24-03-2007 \| Yokohama \| Japón \| 0–2 \| Amistoso \| \| 2. \| 03-06-2007 \| Madrid \| Ecuador \| 2–1 \| Amistoso \| \| 3. \| 06-06-2007 \| Barcelona \| Ecuador \| 0–2 \| Amistoso \| \| 4. \| 26-03-2008 \| Iquitos \| Costa Rica \| 3–1 \| Amistoso \| \| 5. \| 08-06-2008 \| Chicago \| México \| 0–4 \| Amistoso \| \| 6. \| 03-06-2014 \| Lucerna \| Suiza \| 0–2 \| Amistoso \| \| 7. \| 09-09-2014 \| Doha \| Catar \| 2–0 \| Amistoso \| |            |           |            |           |             |
| PJ | Fecha      | Ciudad    | Oponente   | Resultado | Competición |
| 1. | 24-03-2007 | Yokohama  | Japón      | 0–2       | Amistoso    |
| 2. | 03-06-2007 | Madrid    | Ecuador    | 2–1       | Amistoso    |
| 3. | 06-06-2007 | Barcelona | Ecuador    | 0–2       | Amistoso    |
| 4. | 26-03-2008 | Iquitos   | Costa Rica | 3–1       | Amistoso    |
| 5. | 08-06-2008 | Chicago   | México     | 0–4       | Amistoso    |
| 6. | 03-06-2014 | Lucerna   | Suiza      | 0–2       | Amistoso    |
| 7. | 09-09-2014 | Doha      | Catar      | 2–0       | Amistoso    |

## Trayectoria

### Clubes
| Club                 | País     | Año       |
| -------------------- | -------- | --------- |
| Alianza Lima         | Perú     | 2001-2002 |
| Borussia Dortmund II | Alemania | 2002-2003 |
| Atlético Universidad | Perú     | 2003      |
| Alianza Lima         | Perú     | 2004-2005 |
| Sport Boys           | Perú     | 2005      |
| Alianza Lima         | Perú     | 2005-2007 |
| Atalanta             | Italia   | 2007-2008 |
| Alianza Lima         | Perú     | 2008-2016 |

### Competiciones
| Competición                        | Part. | Goles |
| ---------------------------------- | ----- | ----- |
| Primera división del Perú          | 179   | 0     |
| Regionalliga Nord                  | 6     | 0     |
| Copa de Italia                     | 1     | 0     |
| Copa Libertadores de América       | 3     | 0     |
| Selección peruana                  | 5     | 0     |
| Selección de fútbol sub-20 de Perú | 2     | 0     |
| Total                              | 196   | 0     |

### Torneos nacionales
| Título                    | Club         | País | Año  |
| ------------------------- | ------------ | ---- | ---- |
| Primera división del Perú | Alianza Lima | Perú | 2001 |
| Primera división del Perú | Alianza Lima | Perú | 2003 |
| Primera división del Perú | Alianza Lima | Perú | 2004 |
| Primera división del Perú | Alianza Lima | Perú | 2006 |
| Torneo del Inca           | Alianza Lima | Perú | 2014 |

### Distinciones individuales
| Distinción                                                                                 | Año           |
| ------------------------------------------------------------------------------------------ | ------------- |
| Portero con más minutos invicto de Alianza Lima en torneos cortos (553 minutos)            | Apertura 2006 |
| Arquero del año en el Perú                                                                 | 2006          |
| Incluido en el equipo ideal del Torneo del Inca según el portal periodístico DeChalaca.com | 2014          |

## Carrera política
Su carrera política inició en el 2010, cuando postuló y ganó un puesto como regidor del distrito de La Victoria. Como parte de la lista de Alberto Sánchez-Aizcorbe (Unidad Nacional), la cual ganó con el 34 % de los votos válidos. Militó en el Partido Popular Cristiano (PPC) de 2011 a 2014.
En 2013 fue una de las personalidades públicas que apoyaron el «No» a la revocatoria de la entonces alcaldesa de Lima Susana Villarán, gestión para la que trabajó quien fue sería posteriormente su gerenta de Fiscalización, Susel Paredes.
Posteriormente, en el 2014, como primer regidor del distrito de La Victoria, llega a ser alcalde interino, por la licencia del entonces alcalde Alberto Sánchez a la candidatura de la alcaldía de Lima en las Elecciones Municipales. Con dicho cargo, se convierte en el primer futbolista en actividad en asumir un alto cargo municipal en Perú. 

### Alcalde de La Victoria
Llegadas las elecciones municipales de 2018, postuló a la alcaldía del distrito de La Victoria con el partido Somos Perú. Fue elegido alcalde con el 30,32 % de los votos válidos.
El mandato de Forsyth ha sido descrito como «duro contra el crimen», con el exfutbolista asumiendo el cargo en enero de 2019. Al principio, trasladó la oficina del alcalde al Complejo Deportivo San Cosme, un área vulnerable. Debido a la mayor concentración de crecimiento comercial urbano e informal en el distrito frente al emporio comercial de Gamarra. Por otra parte, selló un acuerdo con el presidente del Poder Judicial para la instalación de un juzgado de flagrancia en el distrito. Asimismo, llegó a un acuerdo formal con la Fiscalía Nacional para la instalación de una fiscalía provincial corporativa del Ministerio Público.[cita requerida]
Con el Perú teniendo alrededor del setenta y tres por ciento de los trabajadores trabajando informalmente en 2019, Forsyth luchó contra los vendedores informales en La Victoria. Ordenó el cierre de tres días de Gamarra para eliminar el comercio informal e ilegal que existía en el emporio. A fines de 2019, Forsyth pasó tres meses entrenando para ser reservista del Ejército del Perú y se graduó en diciembre de 2019. Quienes observaron el tiempo de Forsyth como alcalde no han podido sacar conclusiones sobre su liderazgo. Renunció como alcalde en octubre de 2020 y anunció su intención de presentarse a la presidencia de Perú en las elecciones.

### Candidatura a la presidencia de la república
En abril de 2020, las encuestas lo tenían como la única figura política importante con una imagen netamente positiva. El 22 de septiembre de 2020, Forsyth se convirtió en miembro del partido Restauración Nacional, actual Victoria Nacional con miras a su candidatura a la presidencia de la república durante las elecciones generales de 2021.
Tras la destitución de Martín Vizcarra y el inicio de las protestas en Perú de 2020, Forsyth dijo que no estaba de acuerdo con las manifestaciones, afirmando que «este no es el momento de salir a las calles, vamos a tener nuestra revancha el año que viene en las elecciones». Posteriormente dio marcha atrás en su declaración, diciendo que los peruanos «tienen su legítimo derecho a salir y protestar y la gente tiene que manifestarse y alzar la voz, con mucho cuidado y sin violencia».
Se difundió un video de una cuenta que mostraba estar vinculado al grupo activista hacker Anonymous denunciando la corrupción en Perú y describió a Forsyth como el único candidato presidencial «limpio», aunque los medios peruanos y las cuentas oficiales de Anonymous informaron más tarde que el grupo negó el apoyo a ningún candidato político. Anonymous luego alegaría que Forsyth creó el video falso él mismo como promoción para su campaña presidencial, amenazándolo con una posible actividad de piratería. Forsyth luego negó estar involucrado en un video.
El 10 de febrero del 2021, el Jurado Electoral Especial (JEE) excluyó a su candidatura presidencial por omitir empresas en declaración jurada. Forsyth, a través de un mensaje en su cuenta de Twitter, comunicó su rechazo a la decisión del JEE y dijo «que los golpes solo fortalecen su candidatura». En el mismo sentido, Carlos Bruce, miembro del equipo técnico, informó que apelarían la exclusión ante el Jurado Nacional de Elecciones. El 22 de febrero de 2021, el Jurado Nacional de Elecciones (JNE) anuló la resolución del JEE.
El 4 de abril, a una semana de los comicios, anunció que dio positivo por COVID-19 en una prueba molecular realizada después de un viaje a las regiones de Madre de Dios, Junín y Cajamarca.

## Ideología y opiniones
Miembro del partido Victoria Nacional, Forsyth se describe a sí mismo como un centrista y se centró en combatir el crimen durante su mandato como alcalde. La politóloga Dra. Paula Muñoz de la Universidad del Pacífico describió a Forsyth como «un tipo proempresarial», mientras que Americas Quarterly escribió que «sus puntos de vista sobre los grandes temas económicos son menos claros».

## Televisión
En el 2017, concursó en el programa de telerrealidad de baile El gran show: Primera temporada, conducido por Gisela Valcárcel, en donde tuvo una corta participación. Asimismo, a fines de ese mismo año, participó en el programa concurso El Dorado, donde nacería su romance con Vanessa Terkes. Quien era la capitana del equipo rival en ese momento y  con quien en 2018 contraería matrimonio. No obstante, el 8 de mayo de 2019, con tan solo ocho meses de casados, se anunció el fin de su relación.

## Publicaciones
En diciembre de 2020 publicó su autobiografía Camino a la Victoria, con el sello de Planeta.